# Laeticia Amihere
Laeticia Amihere, née le 10 juillet 2001 à Mississauga (Ontario, Canada) est une joueuse canadienne de basket-ball.

## Biographie
Elle est la première canadienne à réussir un dunk en match à l'âge de 15 ans. Blessée à la fin de ses études secondaires, elle n'intègre sportivement l'équipe NCAA des Gamecocks de la Caroline du Sud qu'en janvier 2019. Elle participe à toutes les rencontres de la saison 2019-2020, sauf 4 pour lesquelles elle est retenue en équipe nationale, année où les Gamecocks obtiennent le meilleur bilan NCAA.

## Équipe nationale
Elle remporte la médaille d'or lors du Championnat des Amériques U16 2015. L'année suivante, elle est membre de l'équipe du Canada qui se classe septième du championnat du monde U17. Elle est élue dans le meilleur cinq du Coupe du monde U19 2017 (11,7 points et 7,4 rebonds) où le Canada remporte la médaille de bronze.
En 2020, elle dispute le tournoi de qualification olympique à Ostende en Belgique, mais avait été conviée à s'entraîner avec l'équipe nationale dès 2017. En 2021, le Canada se classe quatrième de championnat des Amériques, après une défaite en prolongation face au Brésil, malgré une moyenne de 13 points par match pour Amihere.
En 2021, elle est retenue dans la sélection olympique qui dispute les Jeux de Tokyo,,.

## Palmarès

### Equipes nationales de jeunes
- Médaille d'or du Championnat des Amériques U16 2015[2]
- Médaille de bronze du Coupe du monde U19 2017[2]

## Distinctions personnelles
- Meilleur cinq du Coupe du monde U19 2017[2]